# 赤土河
赤土河，是中国长江流域的一条河流，汇入水落河，属于金沙江水系。河长107千米，流域面积1850平方千米，年均流量25立方米每秒。自然落差2250米。水能理论蕴藏量17万千瓦。